# Asplenium virginianum
Asplenium virginianum là một loài dương xỉ trong họ Aspleniaceae. Loài này được Maxon mô tả khoa học đầu tiên năm 1939.
Danh pháp khoa học của loài này chưa được làm sáng tỏ. 